# Selma Des Coudres

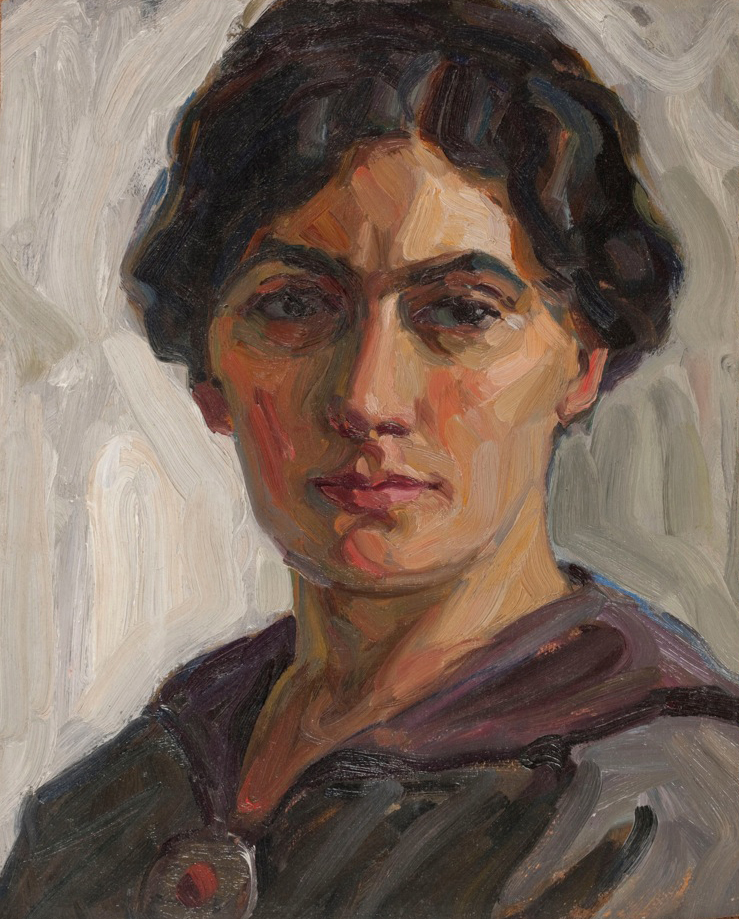
Selbstporträt Selma Des Coudres

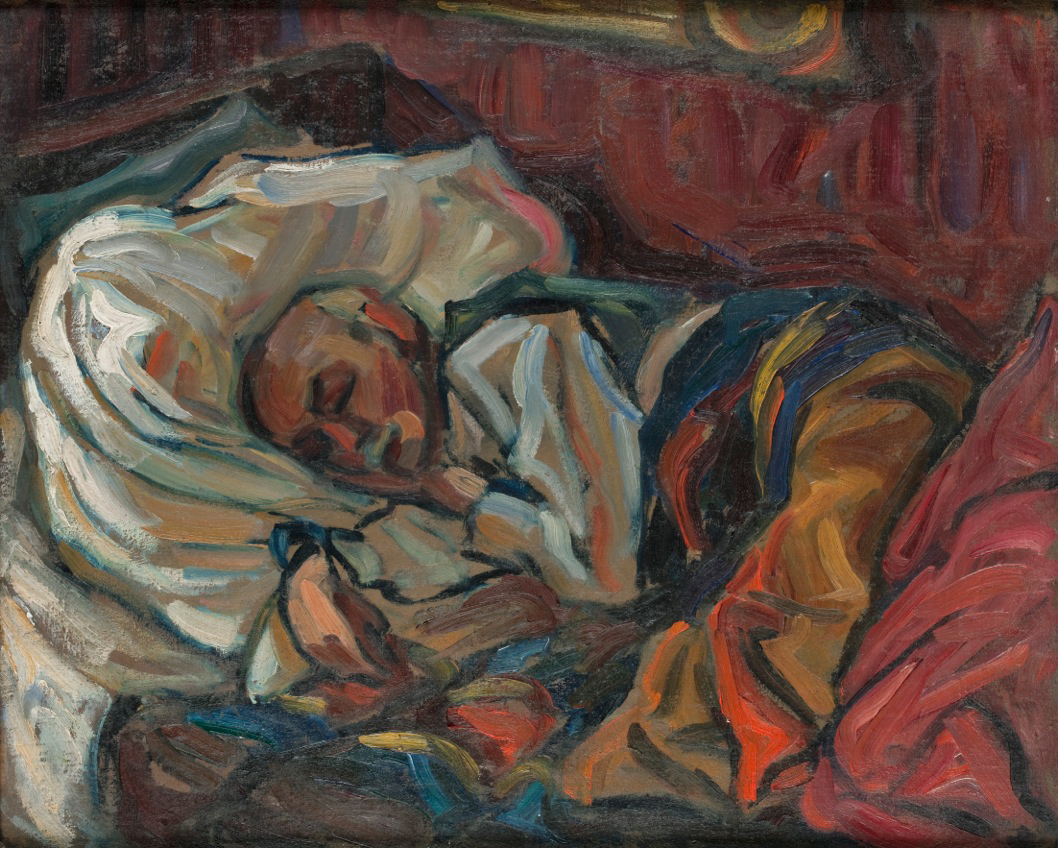
Adolf Des Coudres schlafend

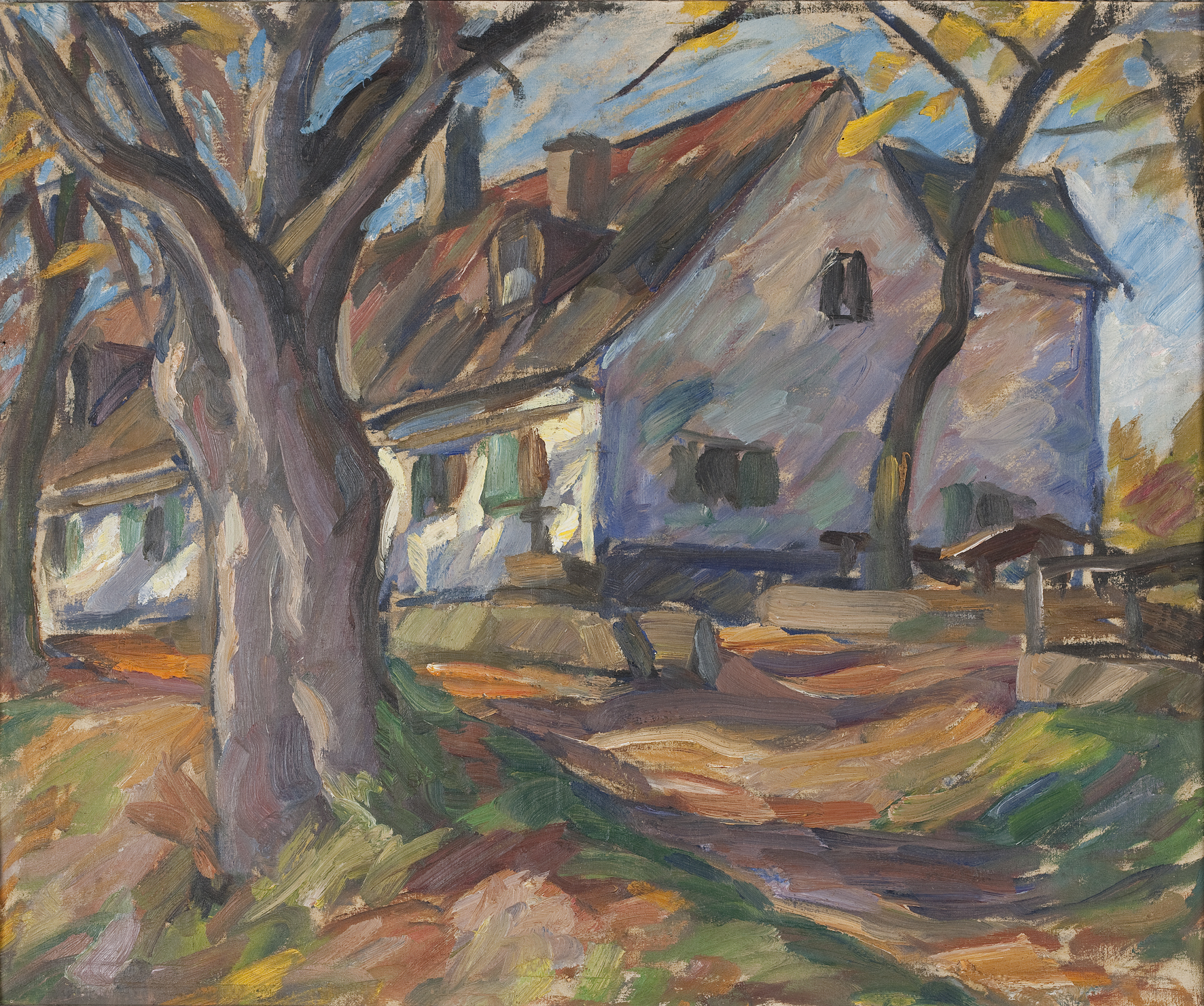
Weiherhaus

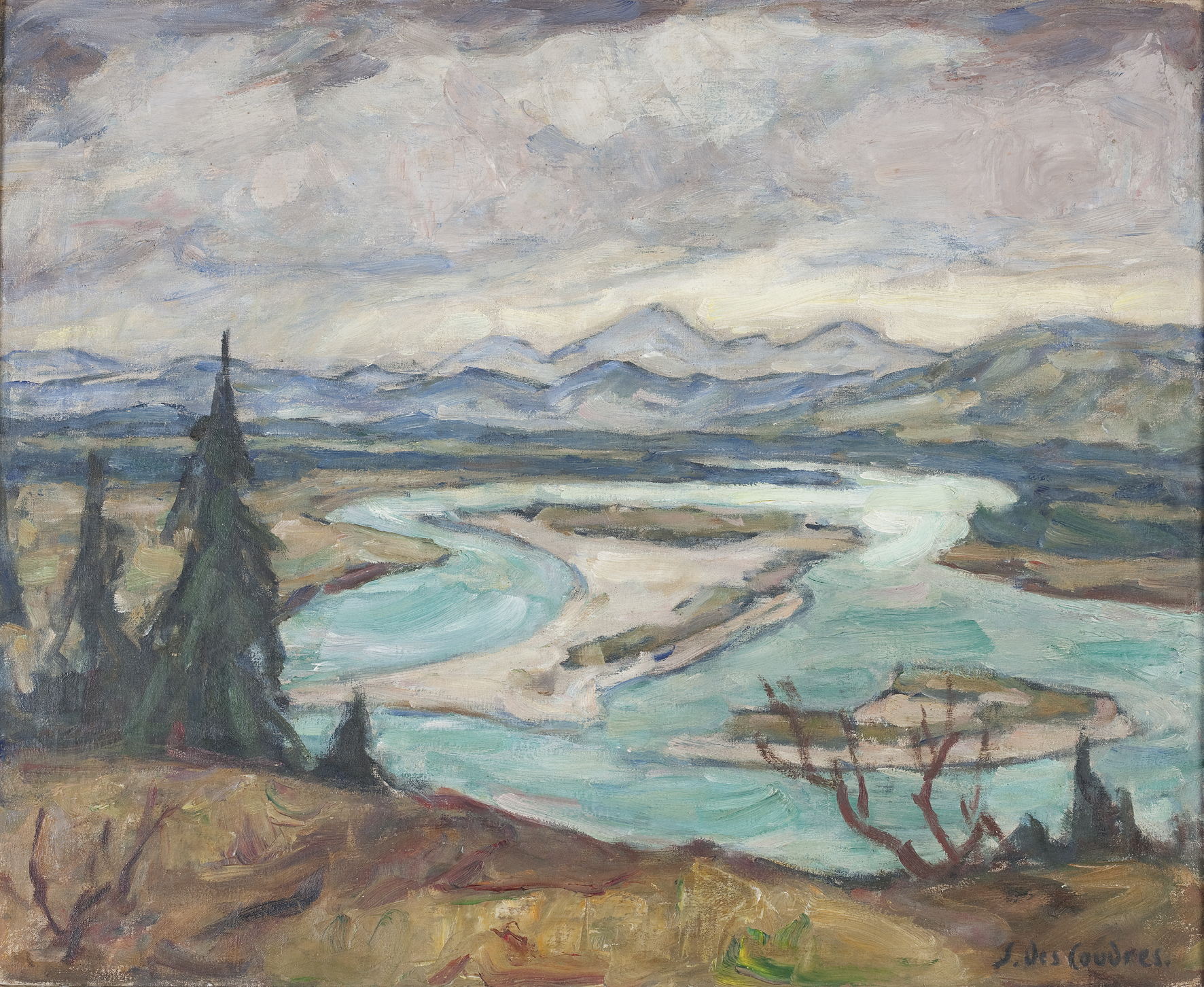
Isar

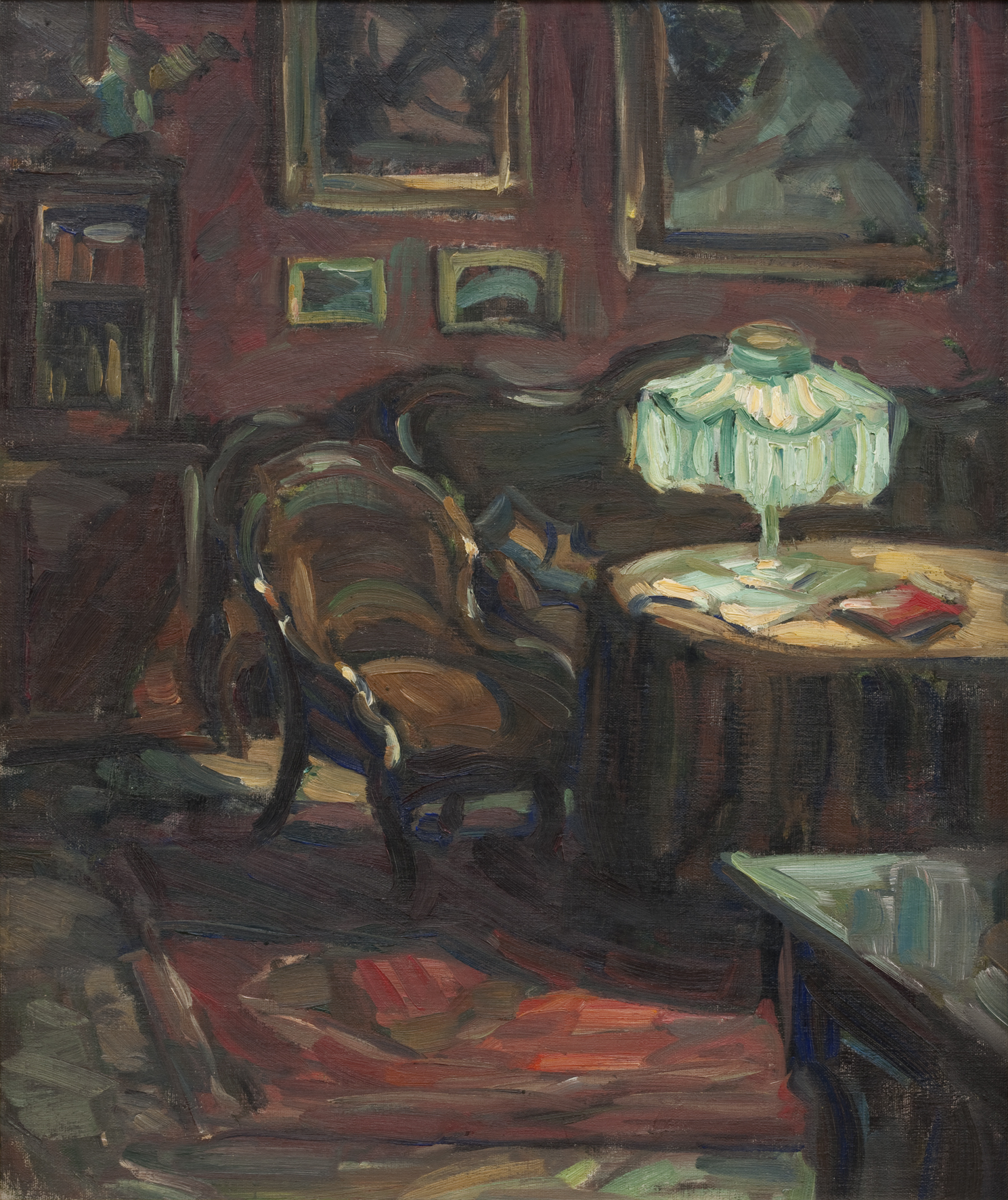
Interieur mit grüner Stehlampe

Selma Des Coudres (geborene Plawneek; * 2. Januar 1883 in Riga, Russisches Kaiserreich; † 4. März 1956 in Fürstenfeldbruck) war eine lettisch-deutsche Malerin der Moderne. Des Coudres war Gründungsmitglied der Künstlervereinigung Fürstenfeldbruck. Ihr Werk umfasst Zeichnungen, Landschaften, Stillleben, Porträts und Illustrationen und spannt sich stilistisch vom japonpisierenden Jugendstil bis zum Expressionismus.

## Leben

### Kindheit und Jugend
Des Coudres wurde als Selma Plawneek (lett. Zelma Pļavniece) am 2. Januar 1883 in Riga geboren. Ihr Vater, der Holzgroßhändler Thomas Plawneek, verlor nach einer Brandkatastrophe 1891 seinen gesamten Besitz und starb noch im gleichen Jahr. Die Mutter Olga, geb. Brunowski, erhielt in ihrer Jugend selbst Zeichenunterricht und förderte die künstlerische Begabung der Tochter.

### Ausbildung und erste Veröffentlichungen in Riga
Plawneek besuchte die Zeichenschule der deutsch-baltischen Malerin Elise von Jung-Stilling in Riga. 1903 erhielt sie von der Akademie Sankt Petersburg ein Diplom als Zeichenlehrerin für mittlere Lehranstalten, das sie berechtigte, an öffentlichen Mädchenschulen zu unterrichten. Nach der Schule studierte sie eine Zeit lang im Atelier von Janis Rozentāls Aktzeichnen sowie Landschaftsmalerei bei Vilhelms Purvītis.
Ihre Qualitäten als Illustratorin zeigte Plawneek zum ersten Mal in der Publikation Kiefern im Schnee. Baltische Dichtungen, die 1906 in Riga erschien. Ihre Illustrationen zu den zeitgenössischen baltischen Gedichten und Märchen geben ausschnitthaft Landschaften und Stadtbilder Lettlands wieder und sind stilistisch deutlich vom Jugendstil geprägt. Zwischen 1908 und 1912 druckte das Jahrbuch für bildende Kunst in den Ostseeprovinzen immer wieder Gemälde, Zeichnungen und Illustrationen Plawneeks ab. Zwischen 1909 und 1919 zeigte sie Ölgemälde, Zeichnungen, Holzschnitte und Linoldrucke auf zahlreichen Ausstellungen im Rigaer Kunstverein und im Städtischen Museum zusammen mit Vilhelms Purvītis, Janis Rozentāls, Bernhard Borchert, Gerhard von Rosen und anderen baltischen Künstlergrößen. Wilhelm Neumann, Leiter des städtischen Kunstmuseums in Riga, erwarb 1909 zwei Linolschnitte und den Steindruck Kiefernwald für das Museum. Plawneek gehörte wahrscheinlich auch zum Baltischen Künstlerbund, der sich 1910 gründete und Ausstellungen organisierte.

### Riga – Dachau – Feldwies
1909 erhielt Plawneek ein Stipendium der Stadt Riga, das aus dem Nachlass des Künstlers Georg Wilhelm Timm (1820–1895) zur Förderung der Künstler seiner Heimatstadt finanziert wurde. Es ermöglichte ihr, im Sommer 1909 in München bei Max Doerner und in Dachau bei Adolf Hölzel zu arbeiten. In den Sommermonaten 1910 und 1911 besuchte sie in Feldwies am Chiemsee die Sommermalschule von Julius Exter. Exters Malstil der expressiven Farbigkeit und der „Befreiung der Farbe vom Gegenstand“ hatte großen Einfluss auf die Malerin. Sie beschäftigte sich vorwiegend mit dem Genre Landschaft. In München verkehrte Plawneek in den Kreisen der legendären Münchner Künstlerkneipe Simplicissimus, wo sie 1909 Joachim Ringelnatz kennenlernte. Mit ihm, der sie Wanjka nannte und als „sehr begabte, arme Malerin“ schilderte, verband sie eine lebenslange enge Freundschaft. Seine 1931 erschienene Autobiographie Mein Leben bis zum Kriege widmete der Dichter „Meiner Freundin Wanjka, Frau Selma Des Coudres“.
Bis August 1914 pendelte die Künstlerin zwischen München und Riga. Während des Ersten Weltkriegs zeigte sie ihre Werke im Rahmen verschiedener Ausstellungen. Im Juni 1918 wurden Werke Plawneeks in der umfangreichen Ausstellung Livland-Estland in der Königlichen Akademie der Künste in Berlin gezeigt, die auf die Errungenschaften der baltischen Kultur aufmerksam machen wollte. Die Schau wanderte anschließend nach Hamburg und Lübeck weiter. Im Juli 1919 kehrte Selma Plawneek ihrer lettischen Heimat den Rücken und siedelte sich fest in Fürstenfeldbruck an.

### In Fürstenfeldbruck
Fürstenfeldbruck hatte sich um 1900 zum Rückzugsgebiet für Künstler entwickelt, die dem aufreibenden und teuren Betrieb der Kulturmetropole München zu entfliehen suchten. Zunächst wohnte die Malerin im Haus der Familie Wurmdobler in der Fürstenfelder Straße 4. 1919 zeigte sie zwei Ölgemälde, Herbstmorgen und Weiher in der Münchener Kunstausstellung im Münchener Glaspalast in der Sektion Freie Kunstausstellung. 1918 lernte sie Adolf Des Coudres (1862–1924) kennen. Am 3. November 1921 heiratete sie den 20 Jahre älteren Landschaftsmaler. Trauzeuge war der Schriftsteller Hans Erich Blaich alias Dr. Owlglass. Das Künstlerehepaar war Gesprächsthema in Fürstenfeldbruck. Während Adolf Des Coudres ein eher kleingewachsener Mann war, überragte ihn seine Frau, eine großgewachsene stattliche Baltin, unübersehbar. Zum augenfälligen Größenunterschied kam der enorme Altersunterschied. Ein enges freundschaftliches Verhältnis bestand zur Familie des Malers Henrik Moor. 1923 stellte Selma Des Coudres zum letzten Mal in München aus. Sie zeigte in der Freien Kunstausstellung die Gemälde Abendsonne, Kartoffelernte und Landschaft. Am 21. September 1924 starb Adolf Des Coudres in Fürstenfeldbruck.

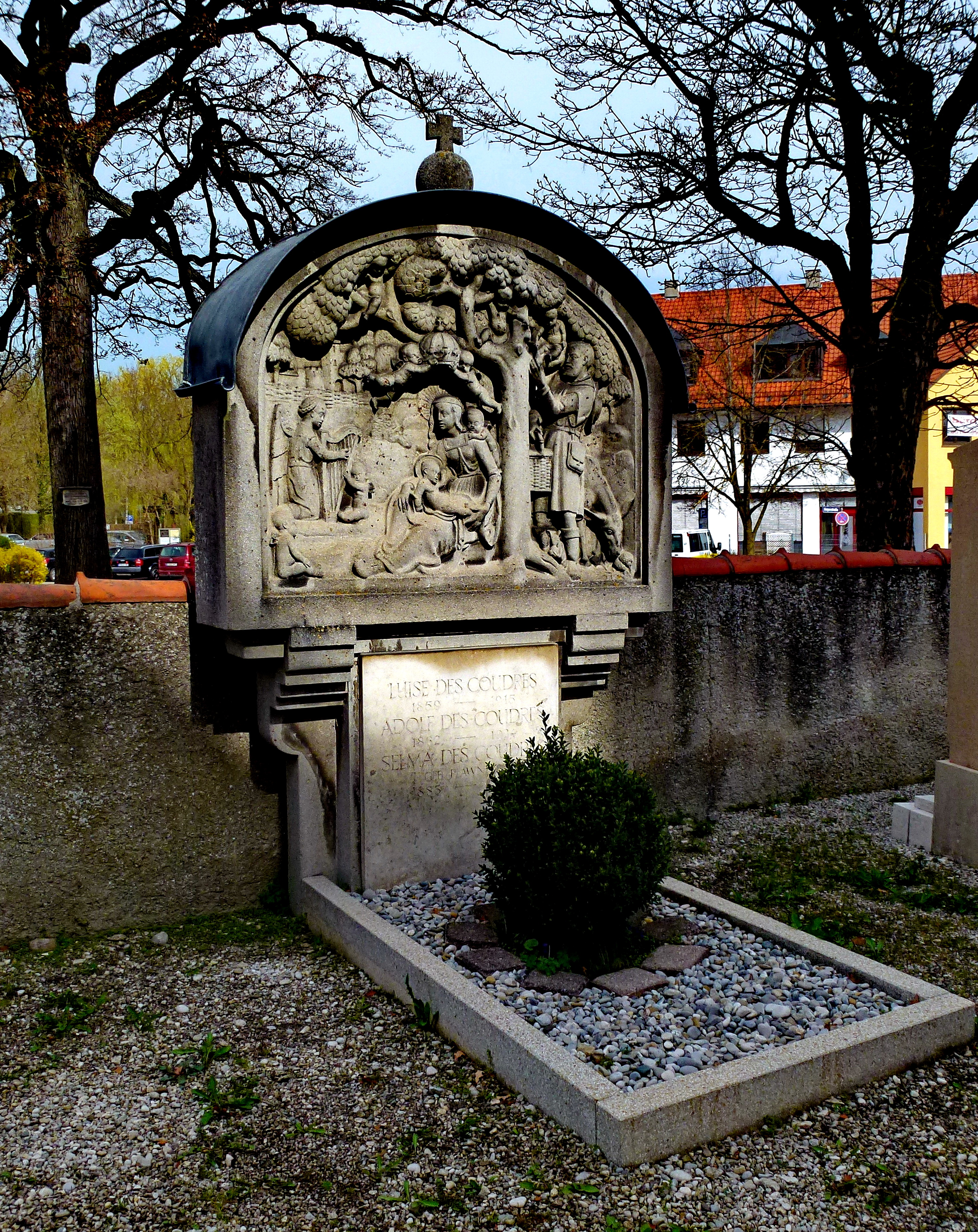
Friedhof der katholischen Pfarrkirche St. Johann Baptist & Evangelist in Emmering, Grabstein der Familie Des Coudres: Luise Des Coudres (1859–1915), Adolf des Coudres (1862–1924), Selma des Coudres, geb. Plawneek (1883–1956)

Nach dem Tod ihres Mannes wandte sich Des Coudres dem regionalen Kunstmarkt zu und gründete 1924 zusammen mit Malern, Bildhauern, Schriftstellern und Musikern, die in Fürstenfeldbruck und Umgebung lebten, den Kunstverein Fürstenfeldbruck, der sich noch im selben Jahr in Künstlervereinigung Fürstenfeldbruck umbenannte. Zeitweise gehörte Des Coudres dem Vorstand der Künstlervereinigung an. Von dem Rest ihres in der Inflation 1923 verlorenen Vermögens ließ sie sich ein kleines Haus, den Schäferkarren, in der Hindenburgstraße 22 bauen. Architekt war Lars Landschreiber, der Sohn des Malerkollegen Max Landschreiber. In der Inflationszeit begann Des Coudres mit der Fertigung von routinierten Porträtminiaturen, ging jedoch aus gesundheitlichen Gründen mit der Zeit zu großformatigen Ölporträts über. Während und nach dem Zweiten Weltkrieg verkaufte Des Coudres vorwiegend Porträts und Blumenstillleben. Ihr fortwährender Existenzkampf gegen weltgeschichtliche Katastrophen und finanzielle sowie gesundheitliche Probleme zwang sie letztendlich dazu, ihre zunächst „wilden“ Gestaltungsideen zurückzunehmen und zugunsten eines provinziellen Kunstgeschmackes zu nivellieren. Am 4. März 1956 starb Selma Des Coudres. Sie wurde neben ihrem Mann auf dem alten Emmeringer Friedhof beigesetzt.

## Werk
Von den frühen Ölbildern, die Plawneek auf den Ausstellungen in Riga zeigte, ist keines überliefert. Die wenigen grafischen Arbeiten aus dieser Zeit werden im Lettischen Nationalen Kunstmuseum in Riga aufbewahrt. Selma Des Coudres’ frühe Holzschnitte und Lithografien zeigen Landschaften, die von den japonisierenden Farbholzschnitten des Jugendstils inspiriert sind. Vor allem die für Lettland typischen Kiefernwälder, regionale Architektur und ländliche Szenen bestimmten die ersten Arbeiten der Malerin. Im Lexikon Baltischer Künstler von 1908 schrieb Wilhelm Neumann über sie: „Sie hat sich durch charakteristische Darstellungen aus dem Volksleben und durch anmutig gegebene Märchenillustrationen, die sie gern in einer dem alten Holzschnitt nahekommenden Weise vervielfältigt, bekannt gemacht.“
Stilisierte Formen, eine kräftige Linienführung, die mit Farbflächen korrespondiert und monumentale Bildmotive, die oft über den Bildrand hinausreichen, sind typisch für die Bildsprache Selma Des Coudres’. Trotz ihres dekorativen Charakters haben ihre Arbeiten eine eigene, leicht melancholische Stimmung. Die Nähe zur Malerei der Gruppe Neu-Dachau, zu Ludwig Dill, Adolf Hölzel und den Holzschnitten von Carl Thiemann ist deutlich spürbar. Die wenigen bekannten Ölbilder aus der Zeit um 1920 sind durchaus avantgardistisch und fallen durch ihre vitale Farbigkeit und expressionistische Malweise aus dem Rahmen. Die Bildthemen der frühen Fürstenfeldbrucker Jahre beziehen sich hauptsächlich auf ihr unmittelbares Umfeld: Ortsbilder der näheren Umgebung, Interieurs, vermutlich ihrer Wohnung, Blumenstillleben und Porträts. Die Expressivität und Abstraktion ist stark zurückgenommen zugunsten einer farblich gemäßigten und realistischeren Darstellung.

## Werke (Auswahl)
- Selbstporträt
- Weide am Wasser
- Adolf Des Coudres schlafend
- Weiherhaus
- Isar
- Interieur mit grüner Stehlampe
- Gartenlaube
- Bauernhof mit Erntewagen
- Feldarbeiterinnen
- Stillleben mit Steinkrug

## Ausstellungen
- 2014: Selma und Adolf Des Coudres. Ein ungleiches Künstlerpaar, Museum Fürstenfeldbruck.
- 2008: Electrine und die anderen. Künstlerinnen 1700 bis 2000, Museum Fürstenfeldbruck.
- 1988: 12. Gemäldeausstellung „Maler in Bruck“, Sparkasse Fürstenfeldbruck.